# Mikałaj Kaszeuski
Mikałaj Kaszeuski (biał. Мікалай Кашэўскі, ros. Николай Николаевич Кашевский, Nikołaj Nikołajewicz Kasziewski; ur. 5 października 1980 w Żodzinie) – białoruski piłkarz, grający na pozycji pomocnika, reprezentant Białorusi.

## Kariera piłkarska

### Kariera klubowa
Jest wychowankiem Tarpeda Żodzino, w którym w 1998 rozpoczął karierę piłkarską. Po tym jak klub awansował z drugiej ligi do pierwszej został zaproszony do klubu Akadem-Sławija Mińsk, w której występowali młode utalentowane piłkarze. Potem występował w FK Daryda, która awansowała do Wyższej ligi. W 2002 przeniósł się do Lakamatyu Mińsk. W następnym roku przeszedł do ukraińskiego Metałurha Zaporoże, ale nie zatrzymał się długo w nim i następne trzy sezony bronił barw Krywbasa Krzywy Róg. W 2006 powrócił do Metałurha Zaporoże. Od 2008 występował w Illicziwcu Mariupol. W czerwcu 2010 przeszedł do Tawrii Symferopol. W końcu listopada 2010 za obopólną zgodą kontrakt został anulowany.

### Kariera reprezentacyjna
Od 2006 jest zawodnikiem reprezentacji Białorusi.